# Don C. Edwards
Don Calvin Edwards, född 13 juli 1861 i Moulton i Iowa, död 19 september 1938 i London i Kentucky, var en amerikansk politiker (republikan). Han var ledamot av USA:s representanthus 1905–1911.
Edwards efterträdde 1905 W. Godfrey Hunter som kongressledamot och efterträddes 1911 av Caleb Powers.
Edwards ligger begravd på begravningsplatsen A.R. Dyche Memorial Park i London i Kentucky.